# 二月 (中篇小说)
《二月》，柔石（赵平复）的中篇小说，也被认为是他最优秀的作品。
柔石的代表作有，短篇小说集《疯人》，长篇小说和中篇小说《旧时代之死》、《三姊妹》、《二月》、《希望》、《为奴隶的母亲》、诗歌《人间的喜剧》。

## 写作和出版
该中篇小说在1929年完成，当时正值中国国民党清党。

## 内容
1920年代，农历春季二月，芙蓉镇中学校长陶慕侃和同事在会客室等待新教师肖涧秋的到来。
肖老师幼年丧失了父母，被堂姐带大，6年前和陶校长是杭州省立第一师范学校的同学，肖老师毕业后走遍了中华民国的疆土。在到芙蓉镇的路上，他看到一位青年妇女文嫂，她带着一个七岁的女孩和一个两岁的男孩，他得知她的丈夫李某（也是杭州省立第一师范学校校友）死在惠州战役中。
晚上，肖老师在陶校长家中吃饭，认识了陶校长的妹妹陶岚，宴席上，陶校长、方谋、钱正兴等知识分子谈论着各种“主义”。
第二天，外头铺满了厚厚的雪，肖老师决定去看望文嫂，最终拿出半个月工资接济她和她家人。
日久生情，陶岚爱上了肖老师，肖老师也被陶岚的美丽和热情吸引，自此，两人以书信倾诉爱慕。
钱正兴得知后，记恨肖老师，不惜一切代价破坏两人的名誉，但是钱正兴也被陶岚当做仇敌看待，而陶岚的母亲也反对陶岚和肖老师的这门亲事。
不久之后，文嫂的儿子因为肺炎病逝，肖老师决定娶文嫂，让她有活下去的勇气。陶岚知道后，心痛得发抖。文嫂因为失去爱子，托付好女儿之后，悬梁自尽。文嫂的自尽给了肖老师打击，他病倒了，经过陶岚的照顾，慢慢恢复，好了之后，他离开了芙蓉镇，去了上海。
肖老师写信给陶校长和陶岚，两人得知后，心痛不已，陶母也后悔，于是陶校长、陶岚一同去上海，寻找孤苦一人的肖老师。

## 主题和思想
该小说的主题是：知识分子在旧时代富有理想但是无法实现理想，苦闷而彷徨，如唐朝诗人杜甫“安得广厦千万间，大庇天下寒士俱欢颜”，人民也在日常生活中日益消沉，失去了童年时代的梦，当事业、爱情遭遇现实生活中种种困难和挫折时，是面对还是回避？